# Cesare Pavese
Cesare Pavese (n. 9 septembrie 1908, Santo Stefano Belbo, Piemont, Italia – d. 27 august 1950, Torino, Italia) a fost un scriitor, poet, critic literar și traducător italian. Este considerat unul dintre cei mai importanți scriitori italieni ai secolului XX.
A înființat editura Einaudi.

## Biografie
În data de 9 septembrie 1908 se naște la Santo Stefano Belbo (Cuneo), în apropiere de Torino, fiul lui Eugenio Pavese, funcționar la Tribunalul din Torino și al Consolinei Mesturini, ce provenea dintr-o familie de comercianți bogați.
Între 1915-1926 - studiile la Torino; spre sfârșitul acestei perioade începe să-i citească pe D'Annunzio, Papini și scrie primele versuri.
Între 1926-1929 - student la Universitatea din Torino, Facultatea de Litere și Filozofie. Studiază cu pasiune literatura clasică și engleză, începând să fie interesat și de literatura americană cu gândul la o bursă la Columbia University, bursă pe care n-o va obține niciodată. 
în 1930 - își susține lucrarea de diplomă, dar nefiind înscris în partidul fascist, nu poate deveni asistent la Universitatea din Torino. Predă ca suplinitor latina în afara orașului Torino.
În 1933 - se înscrie în Partidul Național Fascist și astfel poate deveni profesor suplinitor de italiană chiar la liceul la care a studiat și el, în Torino.
Colaborează la editura lui Giulio Einaudi fondată la Torino, în sediul publicației comuniste "Ordine nuovo".
În 1934 - din mai până în ianuarie 1935 îl înlocuiește la direcția revistei "La cultura" pe Leone Ginzburg, arestat din cauza activității sale politice.
În 1935 - o cunoaște pe Battistina Pizzardo (Tina), profesoară de matematică, angajată în mișcarea antifascistă, femeia care îi va marca întreaga viață afectivă. În 13 mai este arestat și după câteva luni de închisoare, este condamnat la trei ani de domiciliu forțat în Calabria.
În 1936 - martie este eliberat și revine la Torino, unde află că Tina s-a logodit, veste care-i provoacă o profundă criză sentimentală și morală.
În 1937 - reia colaborarea cu editura Einaudi și lucrează și pentru editura Mondadori. La 1 mai 1938 este definitiv angajat de către editura Einaudi.
În 1943 - din 8 septembrie editura Einaudi este sub directa observare a unui comisar al regimului Mussolini, instalat în nordul Italiei. Pavese este obligat să trăiască retras, sub numele fals de Carlo de Ambrogio, până la 25 aprilie 1945.
În 1945 - după eliberarea Italiei, editura Einaudi își reia activitatea. Pavese devine un factotum al editurii, reia vechile contacte cu colaboratorii, întrerupte în timpul ocupației germane. În luna august se transferă la Roma, unde coordonează activitatea filialei editurii Einaudi.
În 1947 - se înscrie în Partidul Comunist Italian.
între 1949-1950 - conduce revista "Cultura e realta" ("Cultură și realitate").
În 1950 - în iunie primește premiul 'Strega' pentru "La bella estate" ("Vara de neuitat").
Pe 17 august 1950 - ultimele pagini din jurnalul "Il mistiere di vivere" ("Meseria de a trăi"):
"Este pentru prima dată când fac bilanțul unui an care nu s-a sfârșit încă. În meseria mea, deci, sunt rege. Am făcut totul în 10 ani. Dacă mă gândesc la ezitările de atunci. În viața mea sunt mai disperat și mai pierdut decât atunci. Ce-am adunat? Nimic. Am ignorat câțiva ani defectele mele, am trăit ca și când nu ar fi existat. Am fost stoic. Era eroism? Nu, nu mi-a fost greu deloc. Și apoi, la primul asalt al "neliniștei îngrijorate" am recăzut în nisipurile mișcătoare. Din martie mă frământ. Numele nu importă. Sunt ele oare altceva decât nume fortuite, nume întâmplătoare - dacă nu acelea, altele? Rămâne că știu care este triumful meu cel mai deplin - și acestui triumf îi lipsește carnea, îi lipsește sângele, îi lipsește viața. Nu mai am nimic de dorit pe acest pământ în afară de acel lucru pe care cincisprezece ani de faliment îl exclud de acum înainte. Acesta este bilanțul anului care nu s-a sfârșit încă, pe care nu-l voi sfârși." În noaptea de 26 august 1950 - Pavese se sinucide într-o cameră din hotelul Roma din Torino, sinucidere pe care și-a pregătit-o atent, așa cum relatează Natalia Ginzburg, soția lui Leone Ginzburg în romanul ei Lexic de familie.

## Volume publicate:
1936 - volumul de versuri "Lavorare stanca" ("Munca obosește"), ed. Solaria din Florența;
1939 - romanul "Il carcere" ("Închisoarea");
1940-1941 - romanul "La Spiaggia" ("Plaja") - "Paesi tuoi" ("Satele tale") - roman scurt pentru care dictatura îl va acuza de ofensă adusă patriei;
1943 - volumul de versuri "Lavorare stanca" ("Munca obosește") ediție completă și definitivă;
1947 - romanul "Dialoghi con Leuco" ("Dialoguri cu Leuco") - romanul "Il compagno" ("Tovarășul");
1948 - romanul "Prima che il gallo canti" ("Înainte de cântatul cocoșului");
1949 - romanul "La bella estate" ("Vara de neuitat");
1950 - romanul "La luna e i falo" ("Luna și focurile");

## Post-mortem:
1951 - volumul de versuri "Verra la morte a avra i tuoi occhi" ("Va veni moartea și va avea ochii tăi") - volumul "La letteratura americana e altri saggi" ("Literatura americană și alte studii");
1952 - jurnalul ținut între anii 1935 și 1950: "Il mestiere di vivere" ("Meseria de a trăi").

## Traduceri:
"Domnul nostru Vrenn" de Sinclair Lewis - 1931; 
"Moby Dick" de Herman Melville - 1932;
"Dedalus" de James Joyce - 1934;
"Paralela 42" de John Dos Passos - 1935;
"O grămadă de bani" de John Dos Passos - 1937;
"Oameni și șoareci" de John Steinbeck - 1937;
"Moll Flanders" de Daniel Defoe și "Autobiografia lui Alice Toklas" de Gertrude Stein - 1938;
"David Copperfield" de Charles Dickens - 1939;
"Benito Cereno" de Herman Melville și "Trei existențe" de Gertrude Stein - 1940;
"Cătunul" de William Faulkner - 1942.

## Traduceri în limba română
- Noapte de sărbătoare, Cuvânt înainte, traducere și note de Mara Pașca, Editura Univers, București, 1983
- Femei singure, traducere de Florin Chirițescu, Editura Polirom, Iași, 2019, ISBN print 978-973-46-2404-1